# WikiHouse

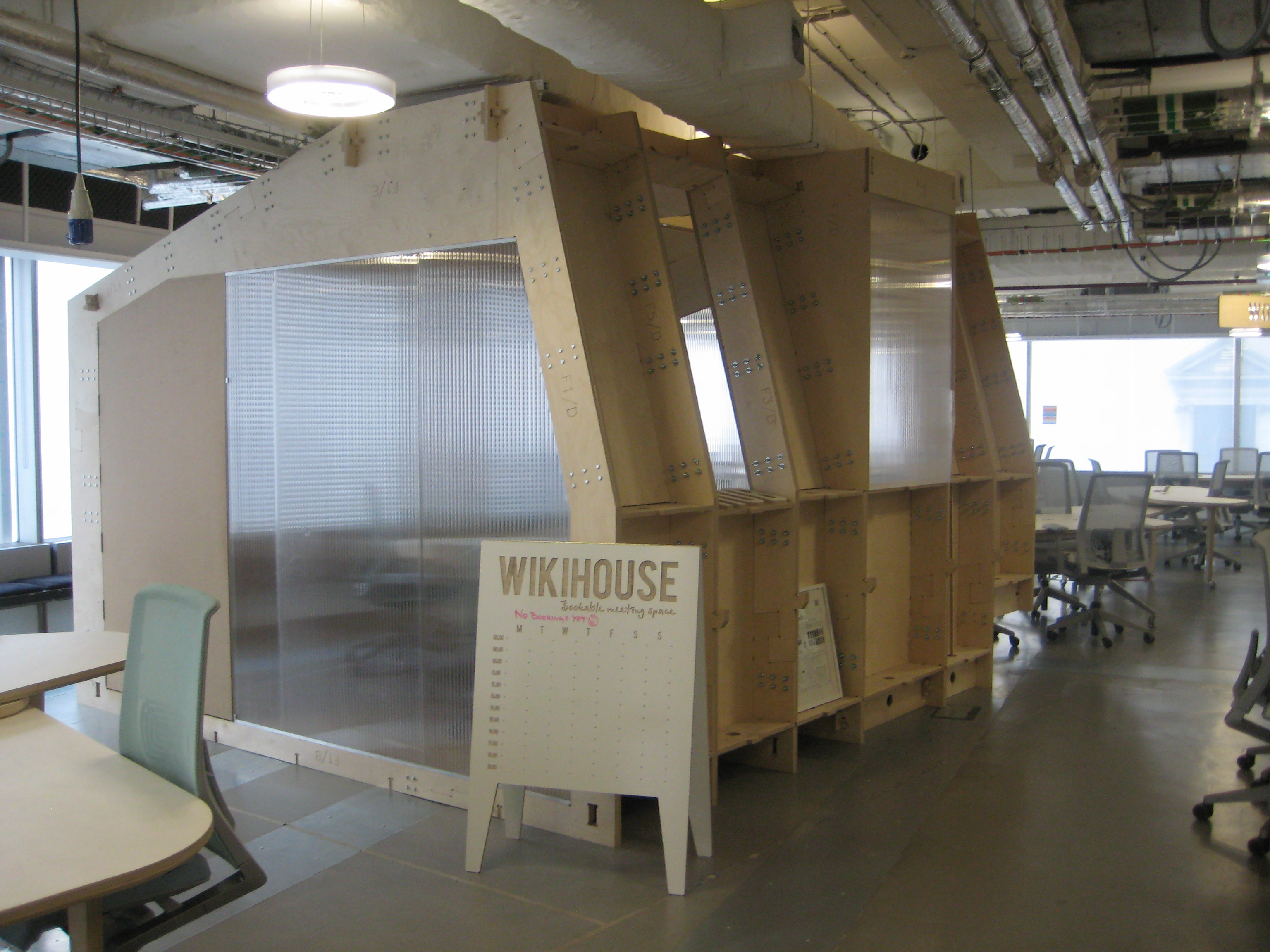
Prototipo de WikiHouse en Westminster

WikiHouse es un proyecto open-source para diseñar y construir casas. La intención es democratizar y simplificar la construcción de hogares sostenibles y con el menor uso de materiales posible. El proyecto se inició durante el verano de 2011 por Alastair Parvin y Nick Ierodiaconou de 00, una empresa londinense de diseño, en colaboración con Tav of Espians, James Arthur y Steve Fisher de Momentum Engineering. Fue presentado en la Bienal de Diseño de Gwangju, en Corea del Sur. A pesar de haber iniciado como un proyecto grupal, se ha convertirdo en una comunidad mundial de colaboradores.

## Concepto del sistema WikiHouse
El proyecto WikiHouse es mantenido por Open Systems Lab. Como proyecto de libre acceso, WikiHouse es impulsado a través de contribuciones de una comunidad global de arquitectos, diseñadores, ingenieros, científicos, organizadores y empresarios. A su vez, permite descargar archivos con licencia Creative Commons de su biblioteca en línea, personalizarlos usando SketchUp y luego usarlos para crear piezas de madera contrachapada como un rompecabezas con un enrutador CNC La construcción de las estructuras de WikiHouse no requiere piezas especiales, porque las piezas cortadas de madera encajan entre sí con conexiones de clavijas y cuñas inspiradas en la arquitectura coreana clásica. Por consiguiente, la principal ventaja de este concepto es que la estructura de una WikiHouse puede ser ensamblada en menos de un día por personas sin capacitación formal en construcción Luego, se debe terminar el revestimiento, aislamiento, cableado y plomería antes de que pueda habitarse